# Харламов, Виктор Викторович
Виктор Викторович Харламов (1869—1933) — русский военный  деятель, генерал-майор (1915). Герой Первой мировой войны.

## Биография
В 1887 году получил образование в Константиновском межевом институте и вступил в службу. В 1892 году после окончания Тифлисского военного училища произведён в подпоручики и выпущен в Куринский 79-й пехотный полк. В 1896 году произведён  в  поручики, в 1900 году в штабс-капитаны, в 1904 году в капитаны и подполковники.
С 1904 года участник Русско-японской войны, подполковник, командир батальона 12-го Барнаульского полка, за храбрость в войне был награждён орденами Святой Анны и Святого Владимира 4-й степени. В 1907 году окончил Офицерскую стрелковую школу. В 1910 году произведён в полковники.

С 1914 года участник Первой мировой войны, в составе  9-го стрелкового полка. С 1915 года генерал-майор, командир 10-го стрелкового полка. С 1915 года в резерве чинов при штабе Киевского военного округа. С 1916 года командир бригады 100-й пехотной дивизии.  С 1917 года командующий 12-й Сибирской стрелковой дивизии. 12 января 1917 года «за храбрость» был награждён  Георгиевским оружием: 
За то, что в боях с 2 по 23 октября 1914 г., под гор. Хировым, командуя в чине полковника, 10-м стрелковым полком и обороняя важный участок позиции, находясь лично в боевой линии войск, отбил неоднократные и настойчивые атаки значительно превосходных сил противника и не уступил своей позиции, несмотря на тяжкие потери полка
С 1918 года участник Белого движения в Добровольческой армии, участник Первого Кубанского похода, начальник запасных частей Добровольческой армии и ВСЮР. С 1920 года месте с частями Русской армии эмигрировал в Болгарию, был председателем Общества первопоходников.
Умер 15 декабря 1933 года в Софии.

## Награды
- Орден Святого Станислава 3-й степени  (1901)
- Орден Святого Владимира 4-й степени с мечами и бантом (1904)
- Орден Святой Анны 4-й степени «За храбрость» (1904)
- Орден Святой Анны 2-й степени с мечами (1909)
- Орден Святого Владимира 3-й степени с мечами (ВП 05.04.1915)
- Высочайшее благоволение (ВП 05.04.1915)
- Орден Святого Станислава 1-й степени  с мечами (ВП 04.02.1916)
- Георгиевское оружие (ВП 12.01.1917)